# Linnefors

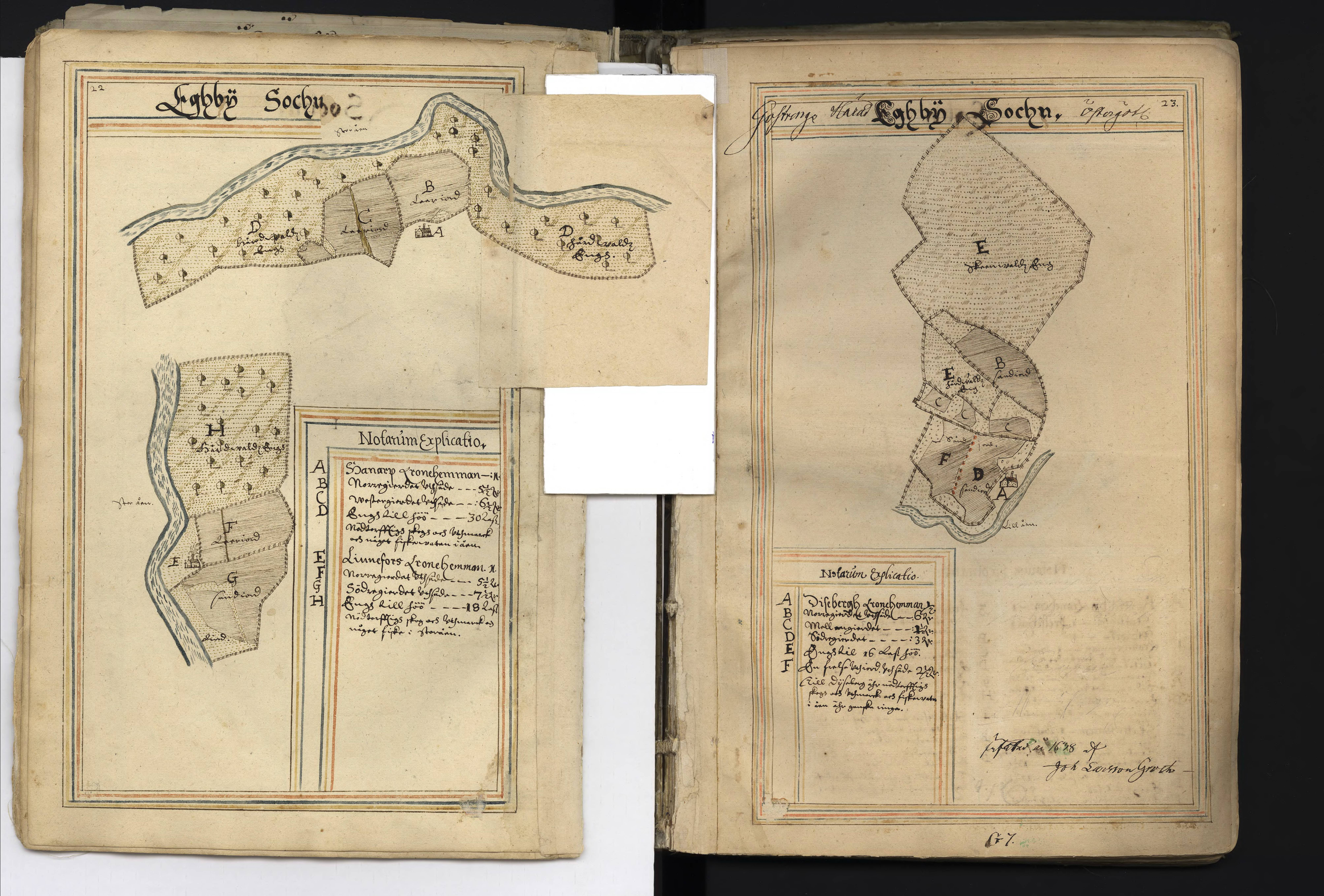
Karta över Linnefors, år 1638.

Linnefors  är en gård från åtminstone 1600-talet i Ekeby socken, Boxholms kommun. Gården ligger längs med Svartån. 

## Historik
Linnefors är en gård från åtminstone 1638 i Ekeby socken, Boxholms kommun som bestod av 1⁄2 kronohemman. Gården reducerades från Leonard Ribbing. Den har sedan ägts av bondesläkter. Gården köptes 1910 av J. Larsson Den ägdes på 1900-talet av Boxholms AB.

### Backstugor och torp
På gården har det även funnits ett flertal torp och backstugor vid namn Ekeberg och Lunden.

## Ägare av Linnefors
De som ägde Linnefors under 1700-talet var mjölnare.
- 1758: Lars
- 1784–1786: Måns Johansson
- 1789–1792: Nils Månsson
- 1792–1794: Anders Bergström
- 1794–1805: Sven Svensson